# Gary Holdsworth

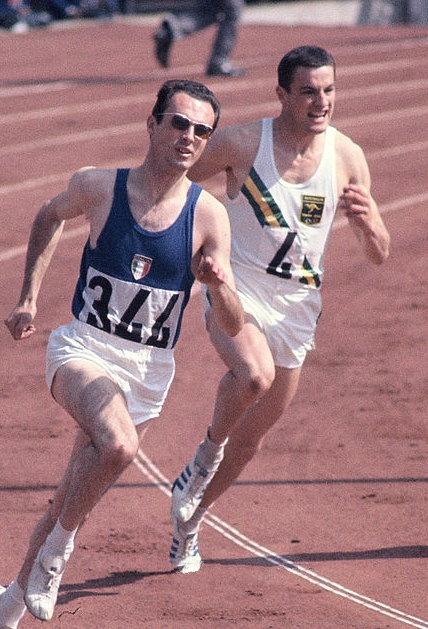
Gary Holdsworth (rechts) bei den Olympischen Spielen 1964

Gary Holdsworth (Gary Alfred Holdsworth; * 1. August 1941) ist ein ehemaliger australischer Sprinter.
Bei den British Empire and Commonwealth Games 1962 wurde er Vierter über 100 Yards und Fünfter mit der 4-mal-110-Yards-Stafette.
1964 erreichte er bei den Olympischen Spielen in Tokio über 200 m das Viertelfinale und in der 4-mal-100-Meter-Staffel das Halbfinale. Über 100 m schied er im Vorlauf aus.
Bei den British Empire and Commonwealth Games 1966 in Kingston wurde er Sechster über 220 Yards und scheiterte über 100 Yards im Halbfinale. In der 4-mal-110-Yards-Staffel gewann er mit der australischen Mannschaft Bronze.
Viermal wurde er Australischer Meister über 100 Yards bzw. über 100 m (1961, 1962, 1966, 1967) und dreimal über 220 Yards (1961, 1963, 1964).

## Persönliche Bestzeiten
- 100 Yards: 9,3 s, 6. März 1966, Melbourne
- 100 m: 10,1 s, 9. April 1967, Geelong
- 200 m: 20,7 s, 24. März 1968, Sydney